# Agrupación Nacional de Boy Scouts de Chile
La Agrupación Nacional de Boy Scouts de Chile es una asociación de derecho privado, con personalidad jurídica y sin fines de lucro, que pretende rescatar las tradiciones del Movimiento Scout chileno para las futuras generaciones de Boy Scouts y Guías. Se rige por el Decreto Supremo de Justicia N° 984 de 28 de septiembre de 1982, publicado en el Diario Oficial el 8 de octubre de 1982. Es miembro de la Federación Mundial de Scouts Independientes (WFIS).
La agrupación puede actuar en todas aquellas materias institucionales que no sean de estricto contenido jurídico y oficial, y conforme a la legislación vigente está autorizada para crear Grupos Scouts destinados a la práctica del escultismo. Además sus integrantes disponen de uniforme, insignias, distintivos, lemas, ceremonias y terminología propias del Movimiento Scout.
La sede nacional se encuentra en Santiago, y realiza actividades en todo el país. Desde 1983 la Agrupación Nacional de Boy Scouts de Chile ha crecido constantemente en membresía y capacitación. Actualmente hay registro de grupos scout pertenecientes a esta institución desde Arica hasta Chiloé.
También es partícipe del Movimiento Scout Chileno, del Escultismo Tradicional y del Movimiento Scout Formativo.  

## Historia
La Agrupación Nacional de Boy Scouts de Chile surge por el descontento entre dirigentes Scout luego del proceso de unificación desarrollado en Chile, a principios de la década de los años 1970, debido a que la asociación unificada comenzó a utilizar el método Scout renovado (franco-belga o católico) en desmedro del método tradicional (o inglés).
Durante la decimosegunda Conferencia Interamericana realizada en 1980 en Santiago de Chile, con la participación de delegaciones de 36 países, se recibió la crítica internacional por la pérdida de la membresía, y el mal uso del método Scout, consiguiendo con esto, programas que no inquietaban a la juventud chilena.
En 1981 un grupo de dirigentes se reúne en Santiago para sentar las bases de la reorganización de la Asociación de Boy Scouts de Chile, realizándose dos asambleas nacionales ese mismo año, la primera en la ciudad de Talagante y la segunda en Concepción. En estas asambleas se discuten los estatutos y se forman las comisiones de trabajo necesarias.
Los días 17 y 18 de abril de 1982 se desarrolla la Primera Asamblea Nacional Extraordinaria en la ciudad de Talagante, aprobándose los estatutos de la naciente Asociación de Boy Scouts de Chile. El 28 de septiembre del mismo año es reconocida por el estado al otorgarle su personalidad jurídica. El 23 de marzo de 1983 el Ministerio de Justicia comunica a la institución que el nombre definitivo aprobado es Agrupación Nacional de Boy Scouts de Chile (que era la segunda opción de nombre en la presentación de estatutos realizada) debiendo eliminarse el nombre de Asociación de Boy Scouts de Chile.
El resurgimiento de la Asociación de Boy Scouts de Chile y su reconocimiento por el Gobierno de Chile provocaron una crisis internacional en el ámbito Scout, siendo el propio Secretario General de la Organización Mundial del Movimiento Scout de la época, László Nagy, quien, por carta enviada a la entonces Ministra de Justicia Sra. Mónica Madariaga, le solicitara reconsiderar el otorgamiento de la personalidad jurídica. 
Dado que la Ministra de Justicia no da a lugar la solicitud del Secretario General de la Organización Mundial del Movimiento Scout, la Asociación de Guías y Scouts de Chile presenta ante el Ministerio de Justicia una solicitud con el fin de objetar el nombre de "Asociación de Boy Scouts de Chile", ya que esta entidad no contaba con reconocimiento Internacional y su nombre produciría ante la opinión pública confusión con la única Institución reconocida en el país y en mundo denominada Asociación de Guías y Scouts de Chile.
El 21 de mayo de 1983 se realiza la Tercera Asamblea Nacional Ordinaria en la ciudad de Viña del Mar (balneario de Reñaca) realizándose la elección del Primer Directorio de la Institución: Presidente: Hernán Arias Moncada, Vicepresidente: Norberto Pedrero Boudon, Secretario: Manuel Reyes Domínguez, Tesorero: Mario Ojeda Fehrenberg, Comisionado Nacional: Pedro Varas Salas, Comisionado Nacional de Adiestramiento: Vicente Canet Salas, Jefe Scout Nacional: Neif Lavín Lagunas, Comisionado Internacional: Hernán Silva Oyarce, Presidente de la Corte Nacional de Honor: Arturo Aravena Pino.
Se organizan las primeras Provincias Scouts: Santiago, Antofagasta, Valparaíso, Concepción, Ñuble, La Unión.
Ese año de 1983, la Agrupación Nacional de Boy Scouts de Chile es invitada al Jamboree de Paraguay (evento de la WOSM) lo que crea un conflicto entre la Asociación de Paraguay y esa Organización Mundial que se traduce años después en la separación del Escultismo en Paraguay.
En septiembre de 1985 se realiza el Primer Curso Insignia de Madera Lobato en el campamento Empart de Reñaca Valparaíso, y en enero de 1986 el Primer Curso Insignia de Madera Scout - Guía en Santiago.
En enero de 1987 se realiza el Primer Campamento Nacional de Patrullas (CANAPA) en el fundó Las Escaleras, Concepción.
En 1991 se realiza el Primer Jamboree Nacional de la institución en la ciudad de San Carlos, Chillán. El Segundo Jamboree Nacional se realiza en 1994 en la ciudad de Talagante y el Tercer Jamboree Nacional en 1998 en la ciudad de Peñaflor.
La primera casa Scout de la institución es obtenida en 1991 (Serrano 1042, Santiago) actual Casa Nacional. La segunda casa Scout se obtiene en 1995 (Toesca 2525, Santiago) Casa de la Región Metropolitana Scout.
En 1999 el Directorio Nacional de la institución determina incorporarse oficialmente a la Federación Mundial de Scouts Independientes.
El mismo año la Agrupación Nacional de Boy Scouts de Chile junto a la Federación Paraguaya de Escultismo (F. E. P. E.) constituyen un organismo de carácter internacional denominado Confederación Interamericana de Scouts Independiente C.I.S.I.
El 18 de agosto de 2007, El Club de La República invita a una Ceremonia de Conmemoración de los 100 años de Vida del Escultismo Mundial a las dos Organizaciones Scouts más importantes en Chile, la Agrupación Nacional de Boy Scouts de Chile y la Asociación de Guías y Scouts de Chile; ceremonia que se desarrolla en el Gran Templo de calle Marcoleta.
En 2010, se realizó el Jamboree del Centenario en Isla de Maipo, Región Metropolitana. Se estima que al evento llegaron alrededor de 2.500 Scouts de todas las edades, junto con delegaciones de Argentina, Brasil, Ecuador y Paraguay. Durante el Jamboree se realizó en forma paralela la Asamblea Regional de la WFIS-SA
El año 2012, la Agrupación Nacional de Boy Scouts de Chile cumple 30 años de Vida y para celebración se programan una serie de actividades durante el año.
En el mes de enero de 2013, la Agrupación participa del Jamboree del Centenario del Movimiento Scouts en Paraguay JamCen 2013 "Escultismo sin Fronteras", el que se realiza en la Ciudad de Asunción, con una delegación de 350 integrantes la Delegación Chilena quiso demostrar su compromiso con el Escultismo Paraguayo.

## Cronología ANBSCH
- 1909: Fundación de la Asociación de Boy Scouts de Chile, que dio origen al primer Grupo Scout del país en el Instituto Nacional José Miguel Carrera.
- 1910: Formación del segundo y tercer Grupo Scout en Chile, Grupo Liceo Eduardo de la Barra y Grupo Liceo Guillermo Rivera, en Valparaíso y Viña del Mar respectivamente. Fundada por Miguel Dávila era Miguel Dávila Varela. Él fue un médico y uno de los principales impulsores del movimiento scout en Chile, siendo fundamental en la creación de la Agrupación Nacional de Boy Scouts de Chile (ANBSCH) en 1944. Además, fue un destacado líder scout que ayudó a organizar y estructurar el movimiento en el país.[1]
- 1913: Formación del segundo Grupo Scout de Santiago, perteneciente al Liceo José Victorino Lastarria.
- 1913: Formación de la primera compañía de Guías en la ciudad de Rancagua, en el Liceo Marcela Paz.
- 1930: Formación del primer Grupo Scout Católico del país, el Grupo "Stella Maris" del Colegio de los Sagrados Corazones de Viña del Mar.
- 1944: Fundación de la Agrupación Nacional de Boy Scouts de Chile (ANBSCH), formalizando el movimiento scout en el país. Este proceso fue impulsado principalmente por Miguel Dávila Varela, un médico que se convirtió en uno de los principales promotores del escultismo en Chile, ayudando a organizar y estructurar el movimiento en el país.
- 1949: Se realiza el primer "Curso Preliminar" en Chile, dictado por Salvador Fernández Beltrán, iniciando un proceso de renovación del Método y Programa.
- 1953: Fundación de la Asociación de Girl Guides, que agrupó a las compañías existentes en ese momento, las que en su mayoría provenían de la Asociación de Boy Scouts de Chile.
- 1967: Una parte de la Asociación de Boy Scouts se separa de esta para formar el Movimiento de Reforma Scout.
- 1972: El Movimiento de Reforma Scout vuelve a la Asociación de Boy Scouts y se consolida el proceso de unidad entre la Asociación de Boy Scouts de Chile y la Federación de Scouts Católicos.
- 1974: Se firma la unidad entre las dos Asociaciones antes nombradas, formando la Asociación de Scouts de Chile. Por su parte, se firma la unidad entre la Rama Femenina de la Federación de Scouts Católicos y la Asociación de Girl Guides de Chile, dando lugar a la Asociación de Guías de Chile.
- 1978: Finalmente se fusionan la Asociación de Scouts y la Asociación de Guías, formando la Asociación de Guías y Scouts de Chile.
- 1981: Un grupo de dirigentes se reúne en Santiago para sentar las bases de la Asociación de Boy Scouts de Chile
- 1982, 17 y 18 de abril: Se desarrolla la Primera Asamblea Nacional Extraordinaria en la ciudad de Talagante, aprobándose los Estatutos de la naciente Asociación de Boy Scouts de Chile.
- 1983:
  - La Agrupación Nacional de Boy Scouts de Chile es invitada al Jamboree de Paraguay.
  - 23 de marzo, el Ministerio de Justicia comunica a la institución que el nombre definitivo aprobado es Agrupación Nacional de Boy Scouts de Chile, debiendo eliminarse el de Asociación de Boy Scouts de Chile.
  - 21 de mayo: Se realiza la Tercera Asamblea Nacional Ordinaria en Viña del Mar realizándose la elección del Primer Directorio de la Institución:
    - Presidente: Hernán Arias Moncada.
    - Vicepresidente: Norberto Pedrero Boudon.
    - Secretario: Manuel Reyes Domínguez.
    - Tesorero: Mario Ojeda Fehrenberg.
    - Comisionado Nacional: Pedro Varas Salas.
    - Comisionado Nacional de Adiestramiento: Vicente Canet Salas.
    - Jefe Scout Nacional: Neif Lavín Lagunas.
    - Comisionado Internacional: Hernán Silva Oyarce.
    - Presidente de la Corte Nacional de Honor: Arturo Aravena Pino.

  - Se organizan las primeras Provincias Scouts: Santiago, Antofagasta, Valparaíso, Concepción, Ñuble y La Unión.
- 1985,  septiembre: Se realiza el Primer Curso Insignia de Madera Lobato en el Camping Empart de Reñaca, Región de Valparaíso.
- 1986, enero: Se realiza el Primer Curso Insignia de Madera Scout - Guía en Santiago.
- 1987, enero: Se realiza el Primer Campamento Nacional de Patrullas (CANAPA) en el fundo Las Escaleras, Concepción.
- 1991:
  - Se realiza el Primer Jamboree Nacional en la ciudad de San Carlos.
  - Obtención de la primera casa scout de la institución (Serrano 1042, Santiago) actual Casa Nacional
- 1994: Se realiza el Segundo Jamboree Nacional en la ciudad de Talagante.
- 1995: Obtención de la segunda Casa Scout (Toesca 2525, Santiago) Casa de la Región Metropolitana Scout.
- 1998: Se realizó el Tercer Jamboree Nacional en la ciudad de Peñaflor.
- 1999: Directorio Nacional determina incorporarse oficialmente a la World Federation of Independent Scouts (WFIS) o Federación Mundial de Scouts Independientes en español.
- 2010: Se realizó el Jamboree del Centenario en Isla de Maipo, Región Metropolitana. Al evento llegaron alrededor de 2.500 Scouts de todas las edades, junto con delegaciones de Argentina, Brasil, Ecuador y Paraguay. Durante el Jamboree se realizó en forma paralela la Asamblea Regional de la WFIS-SA
- 2012: Se realiza el RoverToon en Chivilingo, Coronel, Provincia de Concepción.
- 2014: Se realizó el Jamboree Panamericano Chile en Isla de Maipo, Región Metropolitana.
- 2015, febrero: Se realizó el Primer Curso Insignia de Madera Rover-Ranger en el Campo Escuela El Granizo.
- 2016: Se realizó el RoverMoot Panamericano Chile en Pinto, Ñuble.

## Directorio Nacional

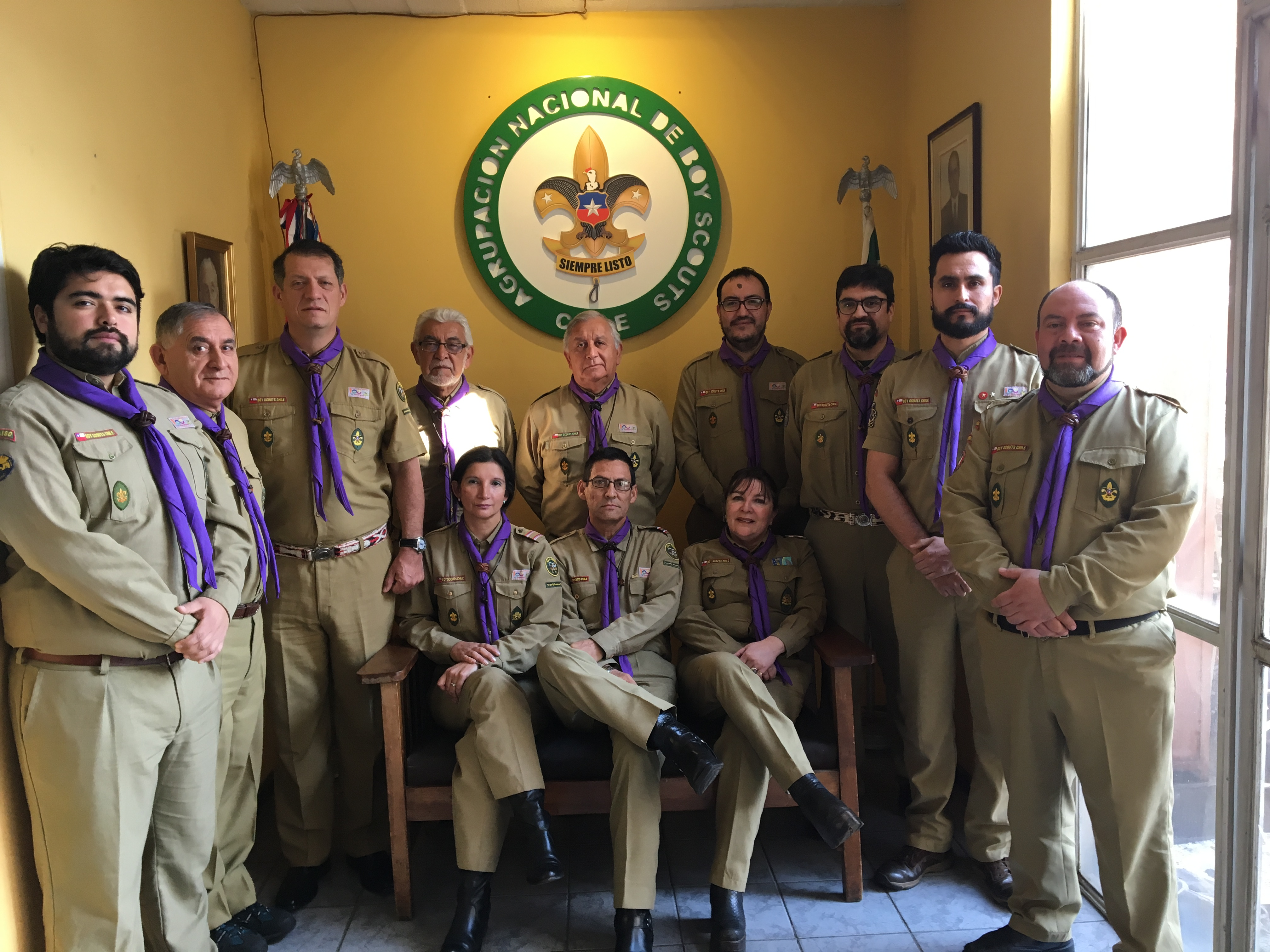
Directorio Nacional 2019 - 2022

- Presidente: Neif Enrique Lavín Lagunas
- Vicepresidente: Víctor Vega Rodríguez
- Secretario: Juan Vinagre Figueroa
- Tesorero: Luis Lavín Lagunas
- Director de Bienes: William Saavedra San Martín
- Director de Planificación y Desarrollo: Luis Venegas
- Directora de Relaciones Públicas: Jacqueline Martínez Vallejos
- Comisionado Internacional: Alexis Inzunza Romero
- Comisionado Nacional: Wilfredo Valencia Baeza
- Comisionado Nacional de Adiestramiento: Vicente Canet Salas
- Jefa Guía Nacional: Sandra Moreno Becerra
- Jefe Scout Nacional: Marcelo Díaz Hervia
- Presidente Corte Nacional de Honor: Paulo Jaque Vergara